# Комендантский аэродром (исторический район)
Коменда́нтский аэродро́м (Коменда́нтское по́ле, альтернативное название — Коменда́нтская да́ча) — исторический район на севере Санкт-Петербурга. Расположен между Коломяжским проспектом, Чёрной речкой, проспектом Сизова и Парашютной улицей.
В прошлом за Чёрной речкой находилась так называемая Комендантская дача, то есть большой участок земли, который был в ведении коменданта Петропавловской крепости.
В 1893 году близ Коломяжского шоссе Скаковым обществом был построен ипподром. С 1909 года поле ипподрома также использовалось для демонстрационных полётов авиаторов (первый полёт совершил Альбер Гюйо 1 (14) ноября 1909 года), а осенью 1910 года на находившемся рядом Комендантском поле был оборудован аэродром, на котором проходили испытательные полёты и показательные выступления воздухоплавателей .
Здесь же газодинамическая лаборатория (ГДЛ) проводила испытательные пуски первых советских ракет. В 1931 году перед своим полётом в Арктику здесь совершил посадку дирижабль «Граф Цеппелин».

## Наименование
В прошлом за Чёрной речкой находилась так называемая Комендантская дача, то есть большой участок земли, который был в ведении коменданта Петропавловской крепости.

## Аэродром во время блокады[4]
Комендантский аэродром внёс неоценимый вклад в разгром немецко-фашистских захватчиков и освобождения Ленинграда от блокады.
На краю аэродрома располагался авиационный завод №23. До войны на заводе было сосредоточено практически треть авиационного производства СССР, и был третьим, после Москвы и Горького, по количеству выпускаемых самолётов среди авиационных заводов.

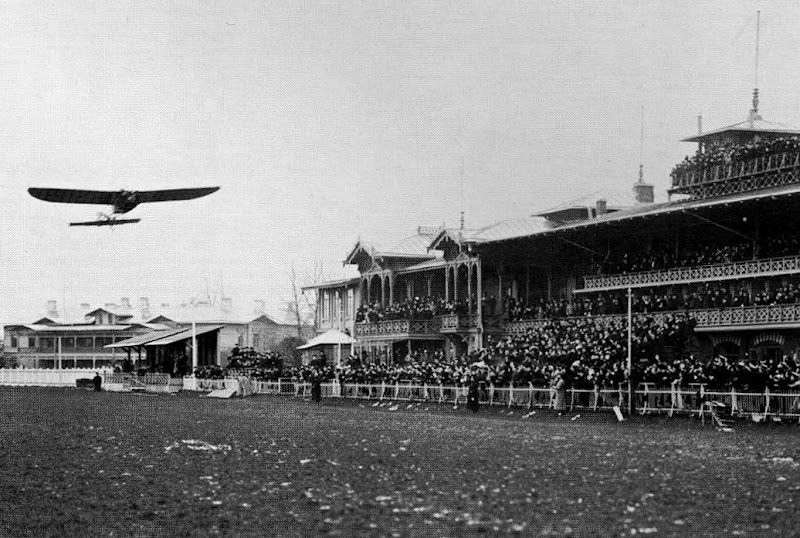
Моноплан Альбера Жилло пролетает мимо трибун Коломяжского ипподрома (фото К. Буллы, 1909)

24 и 27 июня 1941 года Политбюро ЦК ВКП(б) приняло решение об эвакуации оборонных производств из прифронтовой полосы в тыл. В октябре — ноябре завод был эвакуирован в Новосибирск и Казань. До 7 августа с завода было отправлено 17 железнодорожных составов с оборудованием, материалами, рабочими и их с семьями. Часть личного состава авиационного завода записались добровольцами в народное ополчение.
Но с эвакуацией деятельность авиационного завода и Комендантского аэродрома не прекратилась. На основе завода была создана ремонтная  база для повреждённых истребителей. Во время блокады Комендантский аэродром стал одним из немногих активно действовавших прифронтовых аэродромов. На аэродроме базировались подразделения истребительной авиации, защищавшие город от налётов вражеской авиации. Здесь также базировались транспортные самолёты ПС-84 (Ли-2).
После принятия ГКО 20 сентября 1941 года постановления "Об организации транспортной воздушной связи между Москвой и Ленинградом" Главное управление ГВФ, которое перешло в подчинение Наркомата обороны, сформировало несколько эскадрилий транспортных самолётов Ли-2. Задача сформированных эскадрилий была доставка в осажденный город не менее 100 тонн продовольствия, вооружения и боеприпасов.
Для сопровождения и охраны транспортных самолётов Ставка верховного Главнокомандующего выделила три полностью укомплектованных авиаполка истребителей И-16 и И-153.
Центром снабжения блокадного Ленинграда стала Вологда, здесь базировалась Северная авиагруппа особого назначения (САГОН) ГВФ с самолётами П-5. Здесь самолёты загружались и брали курс на Комендантский аэродром. В первый день работы 30 самолётов П-5 и ПС-84 (Ли-2)  перевезли в Ленинград 70 тонн различных грузов. Обратными рейсами с аэродрома Комендантский в Вологду вывезли первую группу детей, женщин, ученых, работников культуры, а также цветные металлы и различную военную продукцию ленинградских заводов. Всего с сентября по декабрь на аэродром Комендантский было доставлено свыше 5 тонн продовольствия, 138 тонн почты, десятки тонн медикаментов, консервированной крови, горючего. А обратными рейсами вывезено более 50 тысяч ленинградцев.
10 сентября 1941 командир специального звена самолётов ПС-84 майор А. П. Лебедев доставил на Комендантский аэродром Г. К. Жукова, который был назначен командующим Ленинградским фронтом. Этот полёт впервые проложил трассу будущей воздушной «Дороги жизни».
Комендантский был самым интенсивно действующим военно-транспортным аэродромом во время блокады Ленинграда. Аэродром постоянно подвергался артиллерийским обстрелам и авианалётам. В воздухе наши транспортные самолёты сопровождали истребители, а на земле пространство, прилегающее к аэродрому, защищали зенитчики и аэростаты заграждения ПВО. На подходах к Комендантскому аэродрому всегда барражировали немецкие истребители Ме-109 и не всегда удавалось избежать потерь.
Однажды ночью для освещения Комендантского аэродрома фашисты сбросили на усадьбу совхоза «Красная заря», который располагался рядом с аэродромом Комендантский, несколько сотен зажигательных бомб и осветительных ракет. Но сильный огонь нашей зенитной артиллерии и аэростаты заграждения не позволили немцам провести прицельное бомбометание. Помимо базировавшихся на Комендантском аэродроме полков истребительной и транспортной авиации, на него приземлялись самолёты других авиачастей, чтобы заправиться перед боем и пополнить боезапас.
В первой половине сентября 1941 года во время налета немецкой авиации пострадали склады с горючим Комендантского аэродрома, казармы, столовая и обелиск на месте дуэли Пушкина. В декабре 1941 года от взрыва артиллерийского снаряда сгорел один из цехов авиаремонтного производства. Осенью 1941 года аэродром Комендантский работал без перерыва, принимая и отправляя транспортные самолёты. Но из-за интенсивных обстрелов и бомбежек, к концу ноября 1941 года, аэродром как транспортный перевалочный узел пришлось закрыть. В декабре 1941 года, с большой секретностью, был построен дублёр Комендантского — аэродром Смольное.
Видную роль сыграл Комендантский аэродром в годы Великой Отечественной войны. В период блокады здесь приземлялись транспортные самолёты, доставлявшие в город продовольствие и увозившие обратным рейсом эвакуируемых ленинградцев. 
С конца XX века это район новостроек.

## Достопримечательности

### Карельский мост
Карельский мост перекинут через Черную речку, соединяет улицу Матроса Железняка с Карельским переулком. Построен в 2010-2011 годах, а 2012 году присвоено название Карельский мост.

### Киностудия «Всемирные русские студии, Санкт-Петербург» (Коломяжский проспект, дом 9А)
Киностудия «Всемирные русские студии, Санкт-Петербург» строится с 2006 года по проекту архитектора С.В. Цыцина. Общая площадь действующих помещений киностудии 11 тысяч m². Производственная мощность киностудии составляет около 20 проектов в год.

### Ленинградский Северный завод (Коломяжский проспект, дом 10)
Завод «АО воздухоплавания В.А. Лебедев» или Госавиазавод № 3 или Государственный авиационный завод «Красный лётчик» или Завод № 23 НКАП или «Ленинградский Северный завод». В апреле 1914 года В.А. Лебедев построил в Новой Деревне близ Комендантского аэродрома несколько производственных помещений, давших начало новому авиационному заводу — «Акционерному обществу воздухоплавания В.А.Лебедева», на котором выпускали французские самолеты «Депердюссен», «Моран-Сольнье», «Вуазен» и летающие лодки «ФБА». 1923-1925 годах назывался Государственный авиационный завод «Красный лётчик», 1927 году — заводом № 23 НКАП, с 1967 года — «Ленинградский Северный завод».

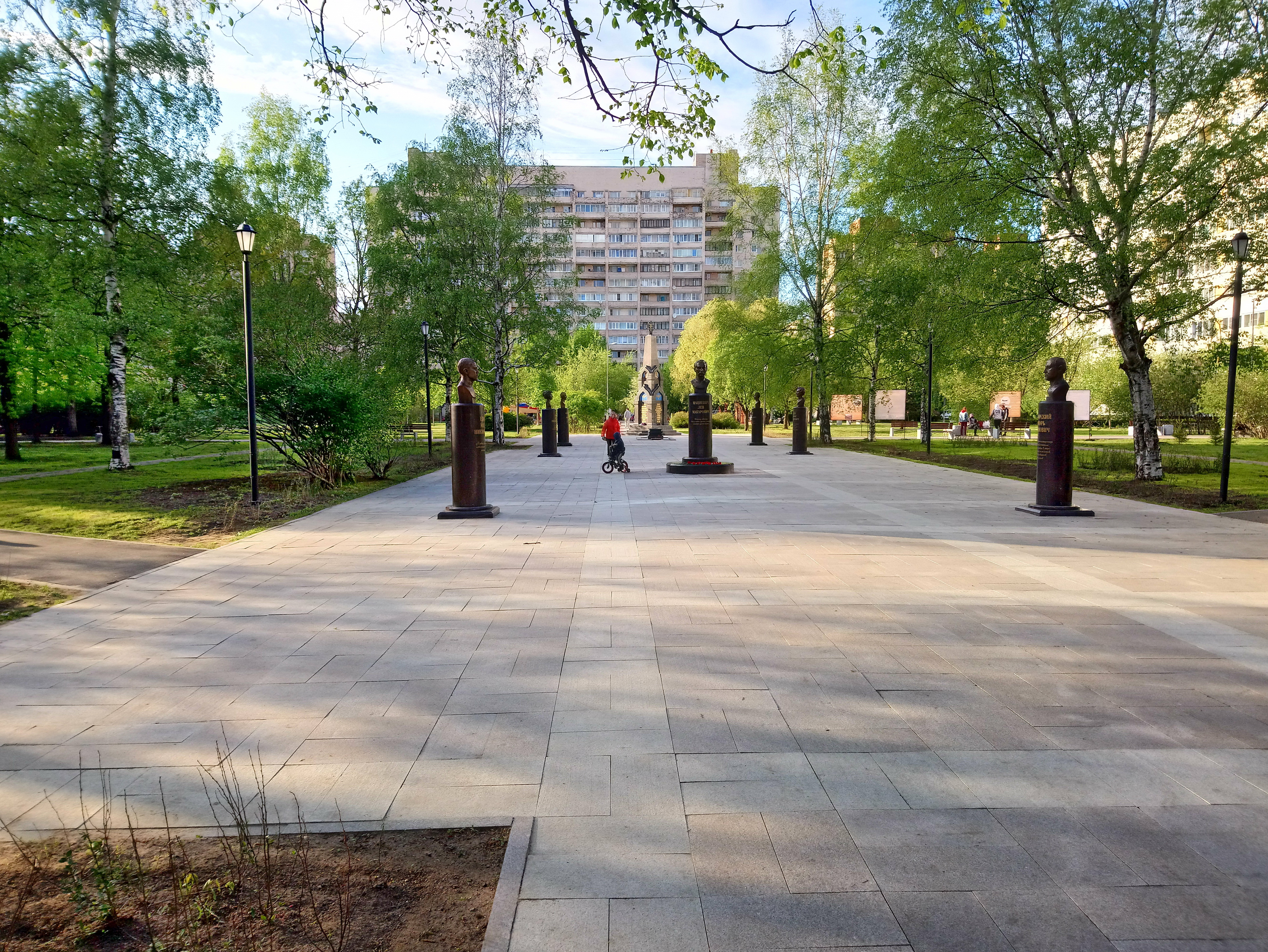
Сквер Мациевича с бюстами первых авиаторов России

### Сквер Мациевича(Аэродромная улица, дом 13)
Сквер Мациевича площадью 1,67 га, разбит в 2007 году, реконструирован в 2019 году. Открыт на месте бывшего летного поля Императорского Всероссийского аэроклуба. На центральной аллее в 2018 году установлены бюсты первых авиаторов России, изобретателей и конструкторов.

### Станция метрополитена «Пионерская»(Проспект Испытателей, дом 4,Коломяжский проспект, дом 2)
Станция метрополитена «Пионерская». Наземный вестибюль станции построен в 1981-1982 годах по проекту архитекторов В.Н. Щербины, Ю.М. Песоцкого. В 1986 году перед входом установлена бронзовая скульптура «Бегущие дети» («пионеры») скульпторов  В.И. Винниченко, Л.Т. Гапоновой и архитекторов В.Г. Чехмана, В.Г. Сокольской.

### Гидропроект(проспект Испытателей, дом 22)
Гидропроект. 70-метровое зданием Ленинградского отделения института «Гидропроект имени С.Я. Жука» построено в 1986 году по проекту архитекторов Р.А. Глезина, Я.М. Майзелиса, В.В. Попова и инженера С.М. Резникова.

### Российский государственный архив военно-морского флота(Серебристый бульвар, дом 24, корпус 1)
Российский государственный архив военно-морского флота. 22-этажное здание начало строиться в 1975 году по проекту ЛенНИИпроекта, в 1995-2001 годах стройка приостанавливалась. Строительство закончилось в декабре 2006 года и в 2007 году начался постепенный переезд туда фондов архива. В архиве доступны описи и документы, а также 68 личных фондов, 18 коллекций, материалы из архивохранилища научно-технической документации.

## Транспорт
На Комендантском аэродроме находится станция метро:  «Пионерская».